# 2005 год в России

## Июнь
- 1 июня — Ратифицировано дополнительное соглашение между РФ и КНР о российско-китайской границе. В парламенте Китая этот документ был ратифицирован 30 мая.
- 2 июня — в резиденции посла РФ в Париже дочери русского генерала Деникина Марине Антоновне Деникиной-Грей торжественно вручён российский паспорт.
- 12 июня — Вручены премии РФ по науке и литературе.

## Июль
- 1 июля — В Калининграде начались трёхдневные торжества по поводу 750-летия города. После реставрации были открыты Королевские ворота (середина XIX века, неоготика).

## Август

### 1000-летиеКазани
- 24 августа
  - открыт филиал Государственного Эрмитажа.
  - в парке Победы установлена бронзовая скульптура скорбящей женщины.
  - установлен памятник-бюст В. М. Бехтереву.
  - открыта пешеходная улица Петербургская и памятник Льву Гумилёву.
  - съезд Всемирного конгресса татар.
- 25 августа — открыт Музей 1000-летия Казани.
- 26 августа
  - открыт парк 1000-летия Казани и памятник Кул Гали.
  - лазерно-прожекторное светомузыкальное шоу.
  - саммит (заседание Совета глав государств) СНГ, первый вне Москвы.
  - заседание Государственного совета РФ, первое вне Москвы.
- 27 августа
  - открыт первый метрополитен в новой России — Казанский метрополитен.
  - открыт лучший ипподром России — Международный конно-спортивный комплекс.
- 28 августа
  - городской детский праздник.
  - городские спортивные праздники.
  - районные праздники и фейерверки.
- 29 августа
  - музыкальные и театрализованные праздники.
  - концерт музыкальной группы Scorpions.
  - открыта лучшая хоккейная арена России — Ледовый дворец спорта «Казань—1000» (позже «Татнефть-Арена»).
- 30 августа
  - народные гуляния.
  - музыкальные, поэтические, театрализованные, молодёжные праздники.
  - водно-спортивный праздник.
  - евразийский фестиваль воздухоплавания (аэростатов).
  - авиашоу пилотажных групп «Стрижи» и «Русские Витязи».
  - концерт звёзд эстрады России и СНГ.
  - лазерно-прожекторное светомузыкальное шоу.
  - 1000-залповый салют.

### Прочие события
- 2 августа — 75-летие ВДВ. Праздник в Москве.
- 4 августа — в 100 км от Петропавловска-Камчатского потерпел аварию СГА «АС-28» типа «Приз» Тихоокеанского флота России с 7 военными моряками на борту.
- 5 августа — Борис Березовский продал «Независимую газету» помощнику главы Минэкономразвития Константину Ремчукову.
- 7 августа — спасение СГА «АС-28». Жертв нет.
- 8 августа — Валерий Шанцев наделён полномочиями губернатора Нижегородской области.
- 9 августа — в связи с нарушениями, допущенными при реализации гуманитарной программы помощи Ираку «Нефть в обмен на продовольствие» лишён дипломатической неприкосновенности и арестован российский дипломат Александр Яковлев. По всем трём пунктам обвинения он признал себя виновным и был отпущен под залог в размере 400 000 долларов и подписку о невыезде.
- 16 августа — открыт международный авиационно-космический салон МАКС 2005
- 19 августа — совместные военные учения между РФ и Китаем «Мирная миссия-2005»
- 24 августа — международная выставка «Мотор шоу-2005» (Москва)
- 25 августа — калмыцко-чеченские межэтнические столкновения в Астраханской области, начавшиеся с осквернения чеченцами памятника погибшему военнослужащему, установленного в ходе Второй чеченской войны.

## Сентябрь
- 9 сентября — подписан договор о строительстве Северо-Европейского газопровода по дну Балтийского моря.
- 15 сентября 
  - Валерий Коков, правивший Кабардино-Балкарией 15 лет, подал в отставку.
  - в Литве разбился российский истребитель Су-27, выполнявший плановый полёт в составе группы истребителей 6-й Армии ВВС и ПВО. Самолёты перелетали из Санкт-Петербурга на один из аэродромов Калининградской области. Во время полёта, пролегавшего над Балтийским морем, у одного из самолётов отказала навигационная система. В 16:04 пилот сообщил на землю о том, что он не может сориентироваться над морем. Когда у самолёта кончилось топливо, он рухнул на землю на территорию Литвы. Пилот майор Валерий Троянов катапультировался.
- 16 сентября — областная дума Калининградской области утвердила в должности губернатора Георгия Бооса.
- 21 сентября — глава российского МИД Сергей Лавров сделал примирительное заявление, касающееся политики США на постсоветском пространстве, признав, что у Америки на этом пространстве есть законные интересы.
- 22 сентября — Мосгорсуд вынес решение по делу Ходорковского. Согласно решению, обвинительный приговор в отношении Михаила Ходорковского, Платона Лебедева и Андрея Крайнова, вынесенный Мещанским судом г. Москвы, вступил в силу.
- 23 сентября 
  - в Москве открыт единый центр обработки вопросов, которые россияне смогут задать президенту Российской Федерации.
  - Россия отклонила проект резолюции МАГАТЭ по Ирану, предусматривающий передачу «атомного досье Ирана» в Совет Безопасности ООН.
  - Совет Регионального отделения партии «Родина» в Республике Башкортостан объявил о призыве бывших членов КПСС в свои партийные ряды. Призыв обращён к тем «коммунистам, которые после запрета партии в 1991 году не поменяли свой партбилет и свою партийную принадлежность».
  - в объединённом Красноярском крае, в который войдут Эвенкия и Таймыр, будет создана палата представителей коренных малочисленных народов Севера (КМНС). Такое решение было принято в ходе заседания Совета губернаторов Александра Хлопонина, Бориса Золотарёва и Олега Бударгина.
  - объём золотовалютных резервов Банка России на 23 сентября 2005 года составил 156,2 млрд долл.
- 25—27 сентября — Новосибирскую область посетил чрезвычайный и полномочный посол Федеративной Республики Германии доктор Вальтер Юрген Шмид[англ.]. Цель визита — ознакомление с особенностями социально-экономического развития Новосибирской области, а также вручение командорского креста ордена «За заслуги перед Германией» Его Преосвященству Епископу Иосифу Верту.
- 26 сентября 
  - Генеральная прокуратура РФ завершила следствие по делу о покушении на главу РАО «ЕЭС России» Анатолия Чубайса, признанному террористическим актом.
  - «Яблоко» и СПС сформировали общий список для выборов в Мосгордуму. По заявлению лидера СПС Никиты Белых, московская конференция партии «Яблоко» приняла это решение по результатам переговоров с «Союзом правых сил». Доверенными лицами кампании стали от СПС Никита Белых и Борис Надеждин, от «Яблока» — Григорий Явлинский и Сергей Иваненко.
  - Главная военная прокуратура России отменила санкцию на арест бывшего премьер-министра Украины Юлии Тимошенко и распорядилась о прекращении её международного розыска.
  - губернатор Ставрополья Александр Черногоров подал президенту России Владимиру Путину заявление о досрочном сложении полномочий и поставил вопрос о доверии.
  - глава администрации Волгоградской области Николай Максюта провёл встречу с чрезвычайным и полномочным послом Словакии в РФ Аугустином Чисаром, прибывшим в Волгоград для участия в волгоградском международном форуме «Инвестиции в Россию».
  - командующим Северным флотом назначен вице-адмирал Владимир Высоций.
- 27 сентября 
  - на заседании Межгосударственного совета ЕврАзЭС в Душанбе принят Базовый перечень таможенного тарифа Евразийского экономического сообщества. Принятие Базового перечня таможенного тарифа позволит увеличить количество унифицированных таможенных пошлин. В целом в настоящее время уровень унификации тарифов в рамках ЕврАзЭС составляет 62 %. Также на заседании принято Решение о порядке организации, управления, функционирования и развития общего рынка нефти и газа государств ЕврАзЭС. Принятие данного документа позволит создать правовую базу для организации работы по формированию общего рынка нефти и газа стран ЕврАзЭС и будет координировать деятельность уполномоченных органов сторон по обеспечению его функционирования. Дополнительно на этом заседании подписано соглашение о поставках зерна между странами «пятёрки», что, как ожидается, окажет положительное влияние на экономическую безопасность стран Евразийского экономического сообщества.
  - в Барнауле создаются городские райкомы — первичные районные организации — отделения Республиканской партии России.
  - Роман Абрамович, губернатор Чукотского автономного округа, включён в список кандидатов на пост высшего должностного лица Чукотки.
  - В Волгоградской области на Россошкинском мемориале перезахоронены останки защитников Сталинграда.
  - в 17.22 по московскому времени с находившейся в подводном положении в акватории Белого моря стратегической атомной подводной лодки 941 проекта типа «Тайфун», носящей имя «Дмитрий Донской» стартовала стратегическая ракета «Булава». Через 30 минут боеголовка ракеты долетела до Камчатки и поразила цель на полигоне Кура. По заявлению министра обороны России Сергея Иванова, данная ракета будет принята на вооружение не позднее 2006 года.
  - Главный раввин Москвы, председатель раввинатского суда СНГ и глава Совета раввинов Европы Пинхас Гольдшмидт в ночь на 27 сентября был выслан из России. Это произошло во время паспортного контроля в аэропорту «Домодедово», куда раввин прибыл из Израиля. Раввин Пинхас Гольдшмидт — гражданин Швейцарии, в Москве он работал с 1989 года. В Москве у него семья — жена и 7 детей. Возможно, инцидент связан с конфликтом между еврейской общиной Москвы и Российским еврейским конгрессом из-за здания в центре Москвы, в Большом Спасоглинищевском переулке.
- 28 сентября 
  - депутаты Калининградской областной думы приняли постановление о досрочном прекращении полномочий губернатора Владимира Егорова.
  - Аркадий Вольский принял решение об уходе с поста руководителя РСПП.
Аркадий Вольский, президент Российского союза промышленников и предпринимателей: «Мне уже столько же лет, сколько президенту Франции Шираку. И надо заканчивать, и ему и мне».
Состоялось голосование в два этапа по выборам нового руководителя. На закрытом этапе победил вице-президент РСПП Игорь Юргенс. Во втором туре, при открытом голосовании, перевес в два голоса оказался на стороне Александра Шохина.
Александр Шохин, председатель Координационного совета предпринимательских союзов РФ: «Самое главное: нужно будет отстроить организацию так, чтобы ни у кого не оставалось сомнения, что это действительно лидер бизнес сообщества России».
А. Вольский останется почётным президентом РСПП.
  - Арсен Каноков утверждён главой Кабардино-Балкарии
  - «Газпром» объявил о покупке более 72 % акций «Сибнефти» за 13 млрд долл.
- 29 сентября 
  - Утверждён президиуме Государственного совета Российской Федерации в следующем составе: Николай Дудов — губернатор Магаданской области, Николай Киселёв — глава администрации Архангельской области, Владимир Кулаков — глава администрации Воронежской области, Николай Максюта — глава администрации Волгоградской области, Леонид Маркелов — президент Республики Марий Эл, Юрий Неёлов — губернатор Ямало-Ненецкого автономного округа, Леонид Потапов — президент Республики Бурятия.
  - Завершился визит в Москву начальника Генштаба Сирии корпусного генерала Али Хабиба. В ходе визита Али Хабиб провёл переговоры с представителями российского военного ведомства, обсудив возможности закупок боеприпасов для поставленного ранее вооружения и об увеличении числа обучающихся в России военных курсантов-сирийцев.
- 30 сентября 
  - Президент России В. В. Путин провёл первую встречу с новым премьер-министром Украины Ю. Ехануровым.
  - Утверждены члены Общественной палаты Российской Федерации. Из духовных лидеров в число первых 42 членов палаты вошли митрополит Калужский и Боровский Климент, глава Совета муфтиев России Равиль Гайнутдин, главный раввин России (ФЕОР) Берл Лазар, председатель буддийской традиционной сангхи Дамба Аюшеев, а также глава российских пятидесятников Сергей Ряховский.
- 19—30 сентября — первая всенародная акция «Сухая попа».

## Октябрь
- 1 октября
  - состоялось первое собрание Общественной палаты, утверждённой накануне Владимиром Путиным. На заседании присутствовало 40 из 42 ранее утверждённых президентом членов палаты. Заседание прошло, по свидетельствам участников, бурно.
  - в 7 часа 55 минут (московское летнее время) с космодрома Байконур (Казахстан) стартовал космический корабль «Союз ТМА-7». Экипаж корабля: Валерий Токарев (Россия), Уильям Макартур (США) и Грегори Олсен (США).
- 3 октября
  - в Москве, в некрополе Свято-Донского монастыря торжественно перезахоронены останки генерала Белого движения Антона Деникина и философа Ивана Александровича Ильина, а также их супруг. Русские возвращаются на Родину.
  - В. В. Путин начал краткосрочный визит в Бельгию и Великобританию.
В Бельгии в присутствии лидеров России и Бельгии сегодня подписана «Программа совместных действий двух стран на 2005-07-й год». В её рамках — крупные проекты, в том числе в газотранспортной сфере. Президент РФ: «Газпром договаривается в Бельгии о строительстве очень крупного газового хранилища…». Также же Владимир Путин возложил венок к могиле Неизвестного солдата у Колонны Конгресса.
- 4 октября — В. В. Путин подписал указ, ликвидирующий Федеральное агентство по сельскому хозяйству. Функции его переданы Минсельхозу. Это связано с тем, что в ходе административной реформы большинство сельхозпредприятий передано на региональный уровень.
Руководитель аппарата правительства Сергей Нарышкин: «За полтора года административной реформы большинство предприятий, подведомственных агентству по сельскому хозяйству, передано субъектам Федерации и в связи с этим было признано нецелесообразным содержать структуру, управляющую ими».
- 5 октября
  - по согласованию с МИД России Абхазия принята в Южно-Российскую парламентскую ассоциацию (ЮРПА), включающую парламенты всех субъектов Южного федерального округа, за исключением Чечни на конференции ЮРПА, прошедшей в минувшие выходные в Краснодарском крае.
Сухуми получил статус «ассоциированного члена» с правом совещательного голоса.
  - На саммите Евросоюза в Лондоне в результате переговоров были достигнуты договорённости об ослаблении визового режима для отдельных групп россиян. Основным требованием Евросоюза для упрощения визового режима было подписание договора о реадмиссии, по которой Россия соглашается принять в страну всех эмигрантов, поселившихся в Европе незаконно. Также было принято решение о том, что стоимость всех виз в страны Шенгена и Евросоюза приравняют к 35 евро.
- 6 октября
  - в одном из офисов фонда «Открытая Россия», председателем правления которого является Михаил Ходорковский, сотрудники Генеральной прокуратуры РФ начали обыск и выемку документов.
  - Организация Центрально-Азиатское сотрудничество (ОЦАС) и Евразийское экономическое сообщество (ЕврАзЭС) объединяются в единую структуру. Это решение приняли на заседании совета ОЦАС в Санкт-Петербурге Россия, Казахстан, Таджикистан, Кыргызстан и Узбекистан. Заочное «согласие» на слияние дал Александр Лукашенко — президент Беларуси, единственной страны, входящей в ЕврАзЭС и не входящей в ОЦАС.
- 7 октября — российский экспериментальный космический аппарат «Демонстратор-2Р» запущен в 01 час 30 минут по московскому времени из акватории Баренцева моря с борта субмарины «Борисоглебск».
Аппарат был выведен на суборбитальную траекторию с помощью конверсионной ракеты-носителя «Волна» и должен совершить мягкую посадку в заданном районе Камчатки. На борту космического аппарата находится телеизмерительная аппаратура европейского производства.
- 8 октября — стартовавшая в 19.02 по московскому времени ракета-носитель «Рокот» не смогла вывести в космос европейский исследовательский аппарат «Cryosat». На 6 минуте полёта связь с ракетой была прервана и спутник стоимостью около 120 млн евро упал в районе моря Линкольна, недалеко от Северного полюса. Это был седьмой старт «Рокота», предыдущие старты были успешны.
- 10 октября — депутаты законодательного собрания Пермской области проголосовали за наделение Олега Чиркунова полномочиями губернатора нового субъекта РФ — Пермского края.
- 11 октября — в Пензе в здании областной администрации открылось выездное заседание президиума Госсовета по вопросам повышения доступности и качества медицинской помощи. Провёл заседание Владимир Путин.
С докладами выступили руководитель рабочей группы президиума Госсовета по вопросу повышения доступности и качества медицинской помощи, губернатор Пензенской области Василий Бочкарёв и министр здравоохранения и соцразвития РФ Михаил Зурабов. На основе этих докладов будут выработаны рекомендации правительству России.
- 11 октября
  - Газпром подал в Федеральную антимонопольную службу второе ходатайство о разрешении приобрести контрольный пакет акций Сибнефти в соответствии с пунктом 2 статьи 7 закона о естественных монополиях.
Ранее в антимонопольную службу поступило ходатайство в соответствии с законом о конкуренции на приобретение дочерней структурой Газпрома — голландской «Gazprom Finance B.V.» — более чем 70 % акций Сибнефти.
  - Между властями Иркутской области и Усть-Ордынского Бурятского автономного округа в посёлке Усть-Ордынский подписан договор об объединении территорий. Документ определяет полномочия органов государственной власти субъектов федерации и бюджетные процессы внутри укрупнённого региона.
Новый субъект РФ будет называться «Иркутская область» и станет правопреемником двух субъектов. Усть-Ордынский Бурятский автономный округ войдёт в его состав с особым административным статусом и будет называться Усть — Ордынский Бурятский округ.
- 12 октября — на реализацию основного этапа национального проекта «Доступное и комфортное жильё граждан России» в 2006—2007 годах планируется израсходовать 213,3 млрд рублей. Данная программа рассчитана на период до 2010 года.
- 13 октября
  - боевиками совершено нападение на город Нальчик, столицу Кабардино-Балкарии.
  - Правительство РФ одобрило подготовленный Минюстом законопроект, упраздняющий наказание в виде ареста.
- 14 октября
  - Президент Сбербанка Андрей Казьмин объявил об открытии российской платёжной системы «Сберкарт» для сторонних банков. На основе «Сберкарт», по словам первого зампреда ЦБ России Татьяны Парамоновой, планируется создать общенациональную российскую платёжную систему. Если этот проект удастся, то остальные российские платёжные системы покинут рынок, а «Сберкарт» будет на равных конкурировать в России с «Visa» и «MasterCard».
  - Государственная дума России приняла в первом чтении законопроект об установлении штатной численности гражданского персонала в Вооружённых силах РФ. Законопроект устраняет несогласованность ряда норм законов «Об обороне», «О федеральной службе безопасности», «О государственной охране».
  - Государственная дума России приняла за основу во втором чтении проект федерального бюджета России на 2006 год. За законопроект проголосовало 334 депутата, против — 88, воздержавшихся — нет.
Доходы бюджета запланированы на уровне 5,046 триллиона рублей, плановые расходы составят 4,27 триллиона рублей. Профицит бюджета-2006 составит 776 миллиардов рублей, объём ВВП — 24,38 триллиона рублей. В бюджет заложены инфляция на уровне 7-8,5 процента, среднегодовой курс рубля в 28,6 рубля за доллар и цены на нефть на уровне 40 долларов за баррель.
Поправки к бюджету в рамках третьего чтения будут приниматься комитетами Госдумы до 24 октября, а рассмотрение проекта бюджета в третьем чтении назначено на 18 ноября. Правительство внесло проект бюджета в Госдуму в конце августа текущего года.
  - Президент России Владимир Путин подписал федеральный конституционный закон об образовании нового субъекта Российской Федерации в результате объединения Красноярского края, Таймырского (Долгано-Ненецкого) автономного округа и Эвенкийского автономного округа", который был принят Государственной думой 22 сентября 2005 года и одобрен Советом Федерации 5 октября 2005 года.
Подписанный закон предусматривает основные условия, процедуру и срок образования нового субъекта РФ, его наименование, статус и границы, срок прекращения существования Красноярского края, Таймырского (Долгано-Ненецкого) и Эвенкийского автономных округов, а также переходный период образования нового субъекта РФ с 1 января и не позднее 31 декабря 2007 года. В течение указанного переходного периода должно быть завершено формирование органов государственной власти нового субъекта РФ.
  - С внеплановым однодневным визитом в Москву прибыла госсекретарь США Кондолиза Райс. Она провела переговоры с главой МИД России Сергеем Лавровым, а после этого главу американской дипломатии принял Владимир Путин. Главной темой встречи стала ядерная программа Ирана, также обсуждалась ситуация в Средней Азии и других странах СНГ. Госсекретарь настаивала на том, что у Ирана нет никакой необходимости даже в мирной атомной программе, однако российские руководители дали понять, что строительство Бушерской АЭС, которое Россия ведёт уже 12 лет, остановлено не будет. Они также высказались против передачи доклада МАГАТЭ о ядерной программе Тегерана в Совет Безопасности ООН. В то же время руководство РФ указало, что Россия не заинтересована в превращении Ирана в державу, обладающую ядерным оружием.
- 15 октября — МЭРТ внесло (после доработки) в правительство проект среднесрочной программы социально-экономического развития РФ на 2006—2008 гг. Программу подготовили Минэкономразвития РФ совместно с Федеральной службой государственной статистики и Федеральной таможенной службой. В документе представлены основные экономические показатели на период 2006—2008 гг., а также отражены меры, направленные на защиту прав собственности, совершенствование налогового администрирования и антимонопольного законодательства, снижение нерыночного сегмента экономики, мероприятия по реформированию финансовых рынков, образования, здравоохранения.
- 17 октября — в Госдуму в пятый раз внесён законопроект «О создании народных дружин для охраны правопорядка».
- 19 октября — министерство экономического развития и министерство иностранных дел России подготовили документ, в котором описана внешнеэкономическая стратегия России на долгосрочную перспективу.
Разработчики очередного проекта развития страны полагают, что через 20 лет Россия станет полноправным членом ВТО и других международных экономических организаций, с 3-х до 25 процентов увеличит долю наукоёмких товаров в общем объёме экспорта, войдёт в семёрку крупнейших торговых стран мира и десятку ведущих экспортёров и импортёров капитала. Документ направлен на рассмотрение в правительство, администрацию президента, Совет безопасности, Государственную думу и Совет Федерации.
- 20 октября — избирательная комиссия Преображенского избирательного округа Москвы зарегистрировала Владимира Квачкова, обвиняемого в покушении на главу РАО ЕЭС Анатолия Чубайса, кандидатом в депутаты Госдумы.
Документы, необходимые для регистрации Квачкова, были сданы в избирком 14 октября.
Басманный суд продлил срок следствия и содержания под стражей всех обвиняемых делу о покушении на А.Чубайса до 18 декабря.
- 21 октября
  - депутаты Чукотской думы единогласно утвердили Романа Абрамовича на посту губернатора региона на второй срок.
  - состоялось заседание, в ходе которого рассмотрены поправки к проекту Основного документа Союзного государства, которое вели Председатель Парламентского Собрания Союза Беларуси и России Борис Грызлов и председатель Палаты представителей Национального собрания Республики Беларусь, первый заместитель Председателя Парламентского Собрания Владимир Коноплев. За месяц, прошедший с момента последнего заседания, было подготовлено более 140 поправок к проекту Конституционного Акта, который обсуждается более трёх лет.
По итогам заседания группе российских и белорусских экспертов поручено внести принятые Комиссией поправки, предложения и замечания в соответствующие статьи проекта. Доработанный текст Основного документа Союзного государства, как ожидается, будет представлен на рассмотрение Высшего Государственного Совета к 15 ноября.
В случае одобрения Высшим Государственным Советом Конституционный Акт будет вынесен на референдум в России и в Беларуси.
  - Президент РФ Владимир Путин подписал указ «О Совете при Президенте Российской Федерации по реализации приоритетных национальных проектов». Указ утверждает положение о совете и его состав численностью 41 человек.
- 24 октября — народный хурал (парламент) республики Калмыкия утвердил кандидатуру Кирсана Илюмжинова на пост главы республики.
Кирсан Илюмжинов в третий раз стал высшим должностным лицом Калмыкии.
- 26 октября
  - международное рейтинговое агентство «Moody’s Investors Service» повысило рейтинг РФ по обязательствам в национальной и иностранной валюте с «Baa3» до «Baa2». Прогноз рейтинга — «стабильный». Эксперты агентства приняли во внимание значительный рост золотовалютных резервов и стабилизационного фонда.
Также повышены до уровня «Baa2» рейтинги трёх траншей (пятый, шестой и седьмой выпуски) облигаций Министерства финансов РФ и рейтинг банковских депозитов в иностранной валюте.
Ранее Международное рейтинговое агентство «Fitch» повысило долгосрочный кредитный рейтинг России по обязательствам в иностранной валюте с «ВВВ-» до «ВВВ». Прогноз рейтинга — «стабильный» и повышены рейтинги облигаций Министерства финансов РФ. Рейтинг краткосрочных обязательств России был подтверждён на уровне «F3».
  - На состоявшемся Совете при Президенте по науке, технологиям и образованию глава государства Владимир Путин заявил, что в ближайшее время правительство России подготовит решение по обязательному полному среднему образованию, а также по кардинальному изменению качества работы средних специальных и всех профессиональных учебных заведений.
- 28 октября
  - бригада кораблей Тихоокеанского флота (ТОФ) России, возглавляемый гвардейским ракетным крейсером «Варяг», впервые с 1968 года прибыл в Индонезию.
 В состав отряда под командованием заместителя командующего ТОФ вице-адмирала Сергей Авраменко, входят также большие противолодочные корабли «Адмирал Трибуц» и «Адмирал Пантелеев».
Начальник Главной военно-морской базы Западного флота ВМС Индонезии, первый адмирал Мохамад Юрианто, комментируя визит российской эскадры, заявил, что он имеет огромное значение для развития отношений между флотами наших двух стран.
Корабли ТОФ покинут Танджунг-Приок 2 ноября и возьмут курс на Сингапур. Это будет первый официальный визит военных моряков России в Республику Сингапур за всю историю военно-морских контактов между двумя странами. После посещения островного государства моряки-тихоокеанцы зайдут в порт Саттахип Королевства Таиланд. Затем российские корабли возьмут курс во вьетнамский порт Хайфон.
  - в Калининграде введён в строй первый блок новой Калининградской ТЭЦ-2. Российская Прибалтика, которая всегда покупала электроэнергию у соседей, теперь получила энергетическую независимость.
Первый энергоблок Калининградской ТЭЦ-2 покрывает половину потребности региона в электроэнергии. С пуском второго энергоблока, намеченного на 2010 год, Калининградская область получит полную энергетическую независимость от соседних стран.
- 31 октября
  - в Ульяновске установлен памятник безвинно репрессированным ульяновцам в 30-50-е годы XX века.
  - в Москве началась Всероссийской недели нефти и газа, на которой глава Минпромэнерго Виктор Христенко заявил, что Правительство России намерено предпринять ряд мер по стабилизации внутреннего рынка нефтепродуктов. В частности, для этих целей будет изменено налогообложение и ужесточены меры против монопольных действий крупных нефтяных компаний.
К 2015 году правительство планирует увеличить добычу нефти до 530 миллионов тонн в год, и большая часть этого объёма пойдёт на экспорт. Это будет сделано за счёт формирования новых центров нефтедобычи в Якутии и увеличения в полтора раза мощности магистральных нефтепроводов.
В 2004 году в России было добыто 458,7 миллиона тонн нефти и 257,4 миллиона тонн было экспортировано.
  - Александр Черногоров наделён полномочиями губернатора Ставропольского края на третий срок.

## Ноябрь
- 1 ноября
  - россияне получили право въезжать на территорию Кыргызстана и Таджикистана по внутренним паспортам, а дети в возрасте до 14 лет — по свидетельствам о рождении с указанием принадлежности к гражданству РФ. Аналогичные правила введены и для граждан Кыргызстана и Таджикистана.
Киргизам будет достаточно наличие удостоверение личности гражданина Кыргызской Республики (пластиковую карточку), паспорт образца 1994 года без заполненной загранстраницы и свидетельство о рождении для детей, не достигших возраста 16 лет с указанием принадлежности к киргизскому гражданству.
Гражданам Таджикистана для поездок в Россию стало достаточно предъявить внутренний паспорт и свидетельства о рождении для детей (до 16 лет) с указанием принадлежности к гражданству республики.
  - Президент России Владимир Путин с супругой прибыл в Нидерланды с двухдневным государственным визитом.
- 4 ноября — в России впервые отмечают новоучреждённый праздник — День примирения и согласия. Праздник в честь Октябрьской революции 7 ноября отменён.
- 7 ноября — Владимир Путин освободил от должности полномочного представителя президента РФ в Конституционном суде Михаила Митюкова и назначил на этот пост Михаила Кротова.
- 8 ноября — Межведомственная комиссия по защитным мерам во внешней торговле приняла решение обнулить ставки ввозной таможенной пошлины на технологическое оборудование.
Ставки ввозных таможенных пошлин обнулены по 635 позициям сроком на 9 месяцев (всего насчитывается свыше 1200 позиций технологического оборудования, и по 900 позициям пошлина составляет 5-10 процентов). По истечении 9 месяцев чиновники намерены оценить эффективность обнуления пошлин.
Соответствующее снижение налогового бремени и помощь в технологической модернизации для российских компаний составила около 500 миллионов долларов.
Премьер-министр Михаил Фрадков поручил ведомствам до 15 декабря представить проекты документов о снижении или отмене ввозных пошлин на импортное оборудование, не имеющее российских аналогов.
- 9 ноября — Госдума приняла в первом чтении поправки в закон «Об Общественной палате РФ», дополняющие полномочия Общественной палаты функциями контроля за соблюдением СМИ свободы слова. При необходимых 226 голосах за законопроект проголосовали 338 депутатов, 21 — против, трое воздержались.
- 10 ноября — депутаты Государственного собрания Республики Мордовия утвердили кандидатуру Николая Меркушкина на пост главы республики, внесённую ранее президентом РФ Владимиром Путиным.
- 11 ноября — Госдума приняла в первом чтении президентский законопроект о выдвижении кандидатов в губернаторы политическими партиями, одержавшими победу на региональных выборах.
Согласно документу, перед тем, как документы партийного кандидата будут направлены в Администрацию президента, ему необходимо заручиться поддержкой большинства депутатов регионального законодательного собрания. Законопроект предусматривает возможность участия в этой процедуре и избирательных блоков, которые должны будут выдвинуть единую кандидатуру.
Поправки в законы «О политических партиях» и «Об общих принципах организации законодательных и исполнительных органов госвласти субъектов РФ» одобрили 382 из 387 присутствовавших на заседании депутатов
- 14 ноября — Дмитрий Медведев уступил пост главы кремлёвской администрации губернатору Тюменской области Сергею Собянину, заняв при этом кресло первого вице-премьера. Зампредом правительства с сохранением поста министра обороны стал Сергей Иванов. В отставку отправлены полпреды Приволжского и Дальневосточного федеральных округов С. В. Кириенко и Константин Пуликовский.
- 15 ноября — Сергей Кириенко назначен главой Федерального агентства по атомной энергии России («Росатома»). Ранее «Росатом» возглавлял Александр Румянцев.
- 16 ноября
  - состоялись выборы второй трети (ещё 42 человека) в состав «Общественной палаты РФ».
  - состоялись переговоры президента России Владимира Путина с министром обороны Индии Пранабом Мукерджи.
 Глава индийского военного ведомства принимает участие в проходящем в Москве заседании российско-индийской межправительственной комиссии по военно-техническому сотрудничеству. Выступая во вторник на заседании межправительственной комиссии, глава индийского военного ведомства сообщил, что общая сумма контактов на поставку вооружений и военной техники из России в Индию оценивается почти в 9 млрд долларов США. «Россия остаётся страной номер один как источник импорта вооружений и военной техники для Индии» — отметил министр обороны Индии. По итогам визита индийской стороной было выдвинуто предложение о совместной разработке истребителя 5-го поколения.
- 17 ноября — началось шестидневное турне Владимира Путина по ряду стран Азии. Президентский самолёт приземлился в аэропорту турецкого города Самсун, где российского главу встретили премьер-министр Турции Реджеп Эрдоган и премьер-министр Италии Сильвио Берлускони, после чего они отправились на церемонию официального открытия газопровода «Голубой поток», проложенного по дну Чёрного моря.
- 18 ноября — Владимир Путин прибыл в Южную Корею, где принял участие во встрече глав государств и правительств стран — членов форума «Азиатско-тихоокеанское экономическое сотрудничество» (АТЭС).
- 19 ноября — завершился саммит АТЭС, в ходе которого президент России провёл краткие рабочие встречи с главами делегаций Сингапура, Новой Зеландии, Канады, Австралии, Перу и ряда других государств.
В рамках встречи с Президентом Филиппин стороны договорились о скором завершении переговоров, касающихся вступления России в ВТО.
- 20 ноября — Россия, Германия, Польша и Беларусь подписали совместное заявление о сотрудничестве в области грузовых железнодорожных перевозок. Руководители железнодорожных компаний участвовали в совместном проекте «Евротранзит 2005», в ходе которого состоялся демонстрационный рейс грузового поезда по маршруту «Берлин — Варшава — Минск — Москва».
 «К июню-июлю будущего года мы планируем перейти на единую накладную. Также в ходе демонстрационного рейса мы начали использовать электронную передачу документов. Ускорение перевода документов будет экономить до десяти часов при оформлении каждого состава», — отметил президент ОАО РЖД Владимир Якунин.
- 21 ноября
  - завершены переговоры президента России Владимира Путина и премьер-министра Японии Дзюньитиро Коэдзуми. Была подписана совместная декларация по борьбе с терроризмом. Обсуждены перспективы подписания мирного договора между Россией и Японией.
  - Законодательное собрание Свердловской области единогласно утвердило Эдуарда Росселя губернатором на совместном заседании обеих палат областной думы.
- 22 ноября
  - Депутаты законодательного собрания Ивановской области утвердили внесённую 18 ноября Владимиром Путиным кандидатуру Михаила Меня на должность губернатора Ивановской области.
  - Россия и Египет завершили переговоры о вступлении России в ВТО, подписав соответствующее соглашение. Россия взамен на египетскую готовность предоставила ему некоторые торговые преференции по ряду экспортируемых им товаров.
Таким образом, для вступления во Всемирную торговую организацию России осталось заключить аналогичные договоры с США, Канадой, Австралией, Колумбией, Филиппинами и Швейцарией.
- 23 ноября — на пленарном заседании верхняя палата парламента Казахстана приняла закон о ратификации договора о делимитации казахстанско-российской государственной границы, 16 ноября уже одобренный нижней палатой. Закон направлен на подпись главе государства Н.Нарзабаеву.
- 24 ноября — Тюменская областная Дума единогласно проголосовала за назначение Владимира Якушева губернатором области вместо бывшего губернатора Сергея Собянина, назначенного на прошлой неделе главой администрации Кремля.
- 27 ноября — состоялись парламентские выборы в Чечне.
- 28 ноября
  - Владимир Путин отправил в отставку руководителя Центра имени Хруничева Александра Медведева. Новым генеральным директором Центра назначен Владимир Нестеров, который раньше заведовал одним из подразделений Роскосмоса.
  - в Москве состоялась конференция Центрального федерального округа по выдвижению кандидатов в члены Общественной палаты РФ, в которой приняли участие по 20 делегатов от всех 18 регионов ЦФО.
 Было избрано 12 кандидатов, из которых шестерых членов Общественной палаты от ЦФО будут выбирать уже назначенные Президентом РФ члены Общественной палаты.
 Также была рассмотрена возможность о создании подобной Общественной палаты при ЦФО. Её было решено назвать Общественным советом ЦФО, который будет насчитывать 92 члена из всех 18 регионов.
- 30 ноября — представители Литвы, Швеции и России подписали соглашение об исключительных экономических зонах и установлении точки их пересечения на континентальном шельфе Балтийского моря — в Готландской впадине, в 141 км от береговой линии.

## Декабрь
- 1 декабря
  - в четверг Владимир Путин внёс в Госдуму законопроект «О внесении изменения в статью 14 Федерального закон о гражданстве РФ», упрощающий процедуру получения гражданства России бывшими гражданами СССР, которые длительное время проживают на законных основаниях на территории РФ.
  - образован новый регион России — Пермский край, в результате слияния Пермской области и Коми-Пермяцкого автономного округа в соответствии с результатами референдума, проведённого в 2004 году.
- 2 декабря — Россия и Иран подписали контракт о поставке Россией зенитных ракетных комплексов «Тор-М1».
- 4 декабря — состоялись выборы в Мосгордуму. «Единая Россия» набрала 47,25 %, КПРФ — 16,75 %, «Яблоко» — 11,11 % голосов. Остальные партии не смогли преодолеть 10-процентный барьер. Явка на выборах составила 34,77 % от общего числа зарегистрированных избирателей.
- 6 декабря — последнее судно (из одиннадцати) космического флота РФ было продано с аукциона при стартовой цене в 24 миллиона рублей за 24,6 миллиона компании «Nataly Shipping Limited», зарегистрированной в островном государстве «Сент-Китс и Невис».
Судно «Космонавт Георгий Добровольский» водоизмещением 9 тысяч тонн и длиной 122 метра было переоборудовано из лесовоза в 1978 году. Ещё одно судно — «Космонавт Виктор Пацаев» — превращено в плавучий музей в Калининграде.
- 7 декабря — Госдума приняла в четвёртом, окончательном чтении федеральный бюджет на 2006 год — за принятие документа проголосовали 342 депутата.
 Профицит бюджета заложен в 776 миллиардов рублей. Доходы бюджета утверждены в размере 5,05 триллиона рублей, расходы составят 4,27 триллиона рублей.
- 8 декабря — «Нарушение прав соотечественников может являться основанием для пересмотра политики России в отношении государств, которые нарушают права и допускают такую дискриминацию. Мы можем политизировать эти процессы», — отметил заместитель министра иностранных дел РФ Григорий Карасин в ходе парламентских слушаний в Госдуме. Речь шла в первую очередь, о Латвии и Эстонии.
- 9 декабря — Депутаты Госдумы 335 голосами «за» (80 — «против») приняли в третьем чтении поправки к закону «О газоснабжении в РФ», направленные на либерализацию рынка акций «Газпрома».
- 10 декабря — в 16:00 мск начал вещание первый российский круглосуточный информационный телевизионный канал «Russia Today», в России его могут смотреть абоненты системы «НТВ — плюс». Главный редактор телеканала — Маргарита Симоньян.
- 13 декабря
  - Россия и Ассоциация стран Юго-Восточной Азии (АСЕАН) по итогам первого двустороннего саммита в Куала-Лумпуре приняли совместную декларацию и комплексную программу действий по развитию сотрудничества на 2005—2015 годы.
  - в Антарктиде возобновилось внутриконтинентальное авиаснабжение российских полярных станций на базе самолёта «Бастлер ВТ-47» на лыжном шасси.
  - после переговоров президента России и премьер-министра Таиланда министры иностранных дел подписали межправительственное соглашение об условиях отказа от визовых формальностей при взаимных поездках граждан Российской Федерации и подданных Королевства Таиланд.
- 14 декабря
  - в Новосибирске состоялась встреча президента России В.Путина с российскими банкирами.
  - Совет Федерации проголосовал за внесение изменений в федеральный закон «Об Общественной палате РФ», которые наделяют создаваемый орган правом контроля за средствами массовой информации. Поправки наделяют Общественную палату правом привлекать граждан, общественные объединения и представителей СМИ к обсуждению вопросов, касающихся соблюдения свободы слова в СМИ, реализации права граждан на распространение информации законным способом, обеспечения гарантий свободы слова и свободы массовой информации, а также вырабатывать по данным вопросам рекомендации. 9 декабря сего года поправки одобрила Госдума.
- 15 декабря
  - Правительство РФ в целом одобрило новую редакцию Федеральной целевой программы «Жилище». По заявлению министра регионального развития РФ Владимира Яковлева, для выполнения федеральной программы «Жилище» в новой редакции необходимо потратить более триллиона рублей, из них 323 миллиарда рублей планируется выделить на программу из федерального бюджета, и более 225 миллиардов рублей составит объём государственных гарантий под ипотечное кредитование.
  - Международное рейтинговое агентство Standard & Poor's повысило рейтинги России:
---долгосрочный валютный рейтинг России с BBB- до BBB
---по обязательствам в национальной валюте с BBB до BBB+
---краткосрочные суверенные рейтинги с А-3 до А-2 и подтвердило рейтинг по национальной шкале как ruAAA.
Прогноз всех рейтингов как «стабильный».
- 16 декабря
  - Правительство РФ утвердило федеральную целевую программу «Культура России» на 2006—2010 годы" с объёмом финансирования в 64 млрд. 136,4 млн рублей, из которых средства федерального бюджета составляют 54 млрд. 342 млн рублей.
  - на состоявшейся в Сочи встрече президенты России и Армении Владимир Путин и Роберт Кочарян обсудили энергетическое сотрудничество России и Армении.
  - Россия и Грузия в рамках шестого заседания межправительственной комиссии по экономическому сотрудничеству подписали соглашение о восстановлении железнодорожного сообщения на участке Сочи — Тбилиси через территорию Абхазии.
  - Россия и Филиппины на 6-й министерской конференции ВТО в Гонконге подписали двусторонний протокол по вопросу вступления РФ во Всемирную торговую организацию.
- 17 декабря — Россия и Никарагуа на 6-й министерской конференции ВТО в Гонконге подписали двусторонний протокол по вопросу вступления РФ во Всемирную торговую организацию.
- 19 декабря
  - на втором съезде общественного движения «Всероссийский женский союз — Надежда России» лидер КПРФ Геннадий Зюганов предложил женщинам-коммунистам возглавить штабы по организации протестных действий в стране. «Надежда России» была создана 6 апреля 2002 года и объединяет примерно 150 тысяч россиянок (по данным самой организации).
  - Госдума РФ приняла законопроект, разрешающий партии, победившей на региональных выборах, предлагать на утверждение местному парламенту и президенту РФ кандидатуру губернатора в данном регионе. При необходимых 226 голосах законопроект поддержали 336 депутатов, 57 проголосовали против.
  - Госдума РФ одобрила во втором чтении законопроект о передаче Венгрии книг из Шарошпатакского колледжа Венгерской реформаторской церкви, которые были перемещены в СССР после окончания Великой Отечественной войны в качестве трофейных ценностей, полученных от фашистской Германии. Шарошпатакская библиотека — это 134 тома (включая образцы XV века), которые хранятся в Нижегородской государственной областной библиотеке. Для принятия окончательного решения законопроект должен пройти ещё три этапа — третье чтение в Госдуме, рассмотрение Советом Федерации и президентом РФ.
- 21 декабря
  - Конституционный суд России вынес решение, согласно которому утверждение губернаторов региональными парламентами по представлению президента России не противоречит Конституции страны.
При этом конституционный суд прекратил производство по делу в части рассмотрения вопроса: вправе ли президент отстранять губернаторов в связи с утратой ими доверия и распускать местный парламент, если тот дважды не утвердит представленную им кандидатуру.
  - осуществлён очередной испытательный пуск морской стратегической ракеты «Булава» с борта АПЛ «Дмитрий Донской».
  - Госдума приняла во втором и третьем чтениях законопроект, продлевающий срок упрощённого порядка получения российского гражданства для граждан бывшего СССР, в том числе прибывших в РФ из государств, находившихся в составе СССР, и зарегистрированных по месту жительства в РФ по состоянию на 1 июля 2002 года, либо получивших в установленном порядке разрешение на временное проживание в Российской Федерации. За принятие закона все депутаты (406 человек) проголосовали единогласно.
- 22 декабря — Премьер-министр РФ Михаил Фрадков подписал постановление о создании с 1 января 2006 года шести особых экономических зон.

Согласно закону технико-внедренческие (инновационные) зоны будут созданы в следующих городах:
- Дубна
- Зеленоград
- Санкт-Петербург
- Томск.

Промышленно-производственные зоны будут созданы в следующих городах:
- Елабуга
- Липецк.

Указанные города выбраны из более чем 30-ти заявок.
- 23 декабря
  - Центральный банк России объявил о снижении ставки рефинансирования до 12 процентов с 26 декабря 2005 года.
  - Госдума приняла «Закон о некоммерческих организациях» в окончательном чтении при 357 голосах «за», 20 — «против», 7 — «воздержались».
  - окончательно сформирована Общественная палата России. Ранее избранные 84 члена палаты, утвердили кандидатуры 42 представителей региональных и межрегиональных общественных организаций России.
- 25 декабря — Ракетой «Протон-К», стартовавшей с космодрома Байконур на орбиту выведены три спутника системы ГЛОНАСС. Теперь орбитальная группировка российской космической навигационной системы ГЛОНАСС составляет 17 спутников, в том числе 4 спутника «Глонасс-М» нового поколения.
- 26 декабря — Концерн Siemens AG, в лице своего российского дочернего общества ООО «Сименс», приобрёл блокирующий пакет акций российской энергомашиностроительной корпорации «Силовые машины».
- 27 декабря — Федеральное космическое агентство объявило тендер на разработку перспективного космического корабля многоразового использования «Клипер».
- 28 декабря
  - освобождён от должности экономического советника президента России Андрей Илларионов, ранее подавший заявление об уходе в отставку. «До тех пор, пока была возможность хоть что-то делать, включая — говорить, я считал важным оставаться здесь», — заявил Илларионов.
  - Владимир Путин подписал Федеральный закон "О внесении изменений в статьи 2 и 16 Федерального закона «Об Общественной палате Российской Федерации», который наделяет Общественную палату правом контролировать работу средств массовой информации.
  - Президент РФ Владимир Путин подписал федеральный закон «О парламентском расследовании Федерального Собрания Российской Федерации» устанавливающий форму и порядок проведения парламентского расследования.
  - Россия и Египет подписали протокол о завершении переговоров в рамках присоединения РФ к Всемирной торговой организации (на прошлой неделе подписан аналогичный протокол с Канадой).
- 29 декабря — Российское правительство одобрило проект среднесрочной программы социально-экономического развития страны на 2006—2008 годы и план действий правительства в 2006 году по её реализации.

## Без точной даты
- Получен статус наблюдателя в Организации исламского сотрудничества[1]

## В спорте
- 11 марта — Начал работу сайт Чемпионат.com
- 15 августа — в Хельсинки завершился 10-й чемпионат мира по лёгкой атлетике, принёсший России 20 медалей различного достоинства, включая семь золотых.

## Умерли
- 6 августа — Валентин Никулин, советский, израильский и российский актёр театра и кино
- 7 августа — Михаил Евдокимов, советский и российский юморист, актёр, губернатор Алтайского края
- 10 августа — Андриан (Четвергов), глава Русской православной старообрядческой церкви митрополит Московский и всея Руси
- 20 сентября — Юрий Айзеншпис, советский и российский музыкальный менеджер, продюсер[2][3]
- 24 сентября — Валерий Кайсин, председатель областного Законодательного собрания Кировской области